# Athíkia
Athíkia, en grec moderne : Αθίκια, est un village du dème des Corinthiens, district régional de Corinthie, en Grèce.
Selon le recensement de 2011, la population du village compte 1 834 habitants.